# Rotationsmekanik
 Der er for få eller ingen kildehenvisninger i denne artikel, hvilket er et problem. Du kan hjælpe ved at angive troværdige kilder til de påstande, som fremføres i artiklen.

Rotationsmekanik er inden for fysik studiet af roterende systemer. Området er motiveret af, at roterende legemer har egenskaber, som ikke kan beskrives med mere traditionel lineær mekanik.
For at forstå rotationsmekanik kan der tages udgangspunkt i en kugle, som roterer omkring sin egen akse. Kuglen bevæger sig tydeligvis, men dens samlede hastighed er nul. Måske begynder kuglen også at dreje hurtigere rundt, men alligevel er den samlede kraft på kuglen nul. Der er altså brug for nogle nye fysiske størrelser til at beskrive kuglen.

## Klassisk mekanik
I dette afsnit beskrives rotationsmekanikken inden for klassiske mekanik. Først ses der på en punktpartikel - det vil sige, at den ikke har noget volumen og dermed kun findes i et enkelt punkt - og derefter på roterende legemer med volumen.
Bemærk i det følgende at intet er grundlæggende ny fysik, men udledes fra kendte fysiske størrelser.

### Punktpartikel
Egentlig findes punktpartikler ikke, men i mange systemer kan et legeme approksimeres som et enkelt punkt. Fx kan Jorden i sit kredsløb om Solen i høj grad behandles som en punktpartikel, da kredsløbet er meget større end Jorden.

#### Kinematik
En punktpartikel bevæger sig jævnt i en cirkel i to dimensioner omkring et punkt (origo).

##### Kinematiske størrelser for rotation
Partiklens position kan nu beskrives med afstanden {\displaystyle r}, som er konstant, samt vinklen {\displaystyle \theta }. Da partiklen bevæger sig, ændrer vinklen sig. Man kan altså definere vinkelhastigheden {\displaystyle \omega } som ændringen i vinklen over tid {\displaystyle t}.
{\displaystyle \omega ={\frac {{\text{d}}\theta }{{\text{d}}t}}}
Hvis partiklen bevæger sig hurtigere og hurtigere rundt, kaldes det for vinkelaccelerationen {\displaystyle \alpha } og defineres tilsvarende:
{\displaystyle \alpha ={\frac {{\text{d}}\omega }{{\text{d}}t}}}
Det følger, at vinkelaccelerationen må være den anden afledte af vinklen:
{\displaystyle \alpha ={\frac {{\text{d}}^{2}\theta }{{\text{d}}t^{2}}}}

##### Relation til lineær kinematik
Det ses, at disse størrelser altså blot er rotationens svar på den lineære position {\displaystyle {\vec {x}}}, hastighed {\displaystyle {\vec {v}}} og acceleration {\displaystyle {\vec {a}}}. De to beskrivelser kan desuden relateres til hinanden. Fra trigonometrien vides det, at {\displaystyle {\vec {x}}} kan beregnes ud fra cosinus og sinus:
{\displaystyle {\vec {x}}=r{\cos(\theta ) \choose \sin(\theta )}}
Hastigheden findes ved at differentiere dette udtryk:
{\displaystyle {\vec {v}}={\frac {{\text{d}}{\vec {x}}}{{\text{d}}t}}=r{-\sin(\theta ){\frac {{\text{d}}\theta }{{\text{d}}t}} \choose \cos(\theta ){\frac {{\text{d}}\theta }{{\text{d}}t}}}=r{-\sin(\theta )\omega  \choose \cos(\theta )\omega }=r\omega {-\sin(\theta ) \choose \cos(\theta )}}
hvor det antager, at {\displaystyle r} er konstant. For den absolutte værdi, dvs. farten {\displaystyle v}, gælder altså:
{\displaystyle v=r\omega }
eller

| {\displaystyle \omega ={\frac {v}{r}}} | \| \| \| \| \| \| \| \| | (1) |
|                                        |                         |     |
|                                        |                         |     |
Vinkelhastigheden falder altså med afstanden til origo. Dette skyldes, at partiklen derved får en større omkreds at bevæge sig på.
Endelig er accelerationen givet ved:
{\displaystyle {\vec {a}}={\frac {{\text{d}}{\vec {v}}}{{\text{d}}t}}=r\omega {-\cos(\theta ){\frac {{\text{d}}\theta }{{\text{d}}t}} \choose -\sin(\theta ){\frac {{\text{d}}\theta }{{\text{d}}t}}}+r{\frac {{\text{d}}\omega }{{\text{d}}t}}{-\sin(\theta ) \choose \cos(\theta )}=-r\omega ^{2}{\cos(\theta ) \choose \sin(\theta )}+r\alpha {-\sin(\theta ) \choose \cos(\theta )}}
Det ses, at accelerationen har to led. Det første led står vinkelret på partiklens bevægelsesretning, og holder den i dens cirkulære bane. Det andet led er langs med partiklens bevægelsesretning (tangentiel) og øger partiklens fart.
Den absolutte acceleration er dermed:
{\displaystyle a={\sqrt {(r\omega ^{2})^{2}+(r\alpha )^{2}}}}
Vinkelaccelerationen er altså:
{\displaystyle \alpha ={\frac {\sqrt {a^{2}-(r\omega ^{2})^{2}}}{r}}}
Hvis der kun er tangentiel acceleration, reducerer udtrykket til:
{\displaystyle \alpha ={\frac {a}{r}}}
Ligesom ved vinkelhastigheden er der et fald med afstanden.
Det er nu lykkedes at opstille kinematiske størrelser, som er mere passende til at beskrive rotation. Det er derfor tid til at fortsætte med de dynamiske størrelser.

#### Dynamik

##### Rotationsenergi
Energien i en rotation kan findes med udgangspunkt i det lineære udtryk for kinetisk energi {\displaystyle E_{\text{kin}}}:
{\displaystyle E_{\text{kin}}={\frac {1}{2}}mv^{2}}
For det roterende tilfælde er energien den samme, men farten kan i stedet udtrykkes med vinkelhastigheden (lign. 1):
{\displaystyle E_{\text{rot}}={\frac {1}{2}}mr^{2}\omega ^{2}}
Des ses, at rotationsenergien er proportional med vinkelhastigheden i anden, ligesom den kinetiske energi er proportional med farten i anden. Der er desuden en faktor en halv i begge udtryk. Dog står der nu et nyt udtryk på massens plads. Dette er den rotationelle masse og kaldes inertimomentet. Inertimomentet {\displaystyle I} for en punktpartikel er altså givet ved:
{\displaystyle I=mr^{2}}
Rotationsenergien kan derfor skrives som:
{\displaystyle E_{\text{rot}}={\frac {1}{2}}I\omega ^{2}}
Derved er den kinetiske energi blevet udtrykt vha. rotationelle termer.

##### Impulsmoment og kraftmoment
For at beskrive rotationsdynamik er det nødvendigt at definere størrelser, der kan erstatte impuls {\displaystyle {\vec {p}}}, kraft {\displaystyle {\vec {F}}} og masse {\displaystyle m}. Impuls er givet ved:
{\displaystyle {\vec {p}}=m{\vec {v}}}
mens kraft er givet ved Newtons anden lov:
{\displaystyle {\vec {F}}=m{\vec {a}}}
eller mere generelt blot som den afledte af impulsen mht. tid:
{\displaystyle {\vec {F}}={\frac {{\text{d}}{\vec {p}}}{{\text{d}}t}}}
For at starte med impulsen blev det vist for rotationsenergien, at hastighed kan erstattes med vinkelhastighed, og at masse kan erstattes med inertimoment. Det er derfor oplagt at udtrykke et såkaldt impulsmoment som:
{\displaystyle L=I\omega =mr^{2}\omega }
Dette er det samme som at gange {\displaystyle r} med den tangentielle impuls:
{\displaystyle L=rp}
Vektorstørrelserne {\displaystyle {\vec {r}}} og {\displaystyle {\vec {p}}} kan ganges samme som enten et prikprodukt eller et krydsprodukt. Hvis prikproduktet vælges, vil {\displaystyle L} være størst, når {\displaystyle {\vec {r}}} og {\displaystyle {\vec {p}}} er parallelle. Det vil dog svare til et legeme, der bevæger sig væk fra eller hen imod origo, hvilket ikke er en rotation. Derfor bruges krydsproduktet i den fulde definition på impulsmomentet {\displaystyle {\vec {L}}}:
{\displaystyle {\vec {L}}={\vec {r}}\times {\vec {p}}}
På den måde peger impulsmomentet i rotationsaksens retning og er størst, når {\displaystyle {\vec {r}}} og {\displaystyle {\vec {p}}} er ortogonale. 
Den rotationelle version af kraft kan findes hurtigt ved at differentiere impulsmomentet. Den størrelse kaldes for kraftmomentet {\displaystyle {\vec {\tau }}}:
{\displaystyle {\vec {\tau }}={\frac {{\text{d}}{\vec {L}}}{{\text{d}}t}}={\vec {L}}={\frac {{\text{d}}{\vec {r}}}{{\text{d}}t}}\times {\vec {p}}+{\vec {r}}\times {\frac {{\text{d}}{\vec {p}}}{{\text{d}}t}}={\vec {v}}\times {\vec {p}}+{\vec {r}}\times {\vec {F}}}
Hastighed og impuls peger altid i samme retning, og første led er derfor nul. Kraftmomentet er altså givet ved:
{\displaystyle {\vec {\tau }}={\vec {r}}\times {\vec {F}}}
Det ses, at kraftmomentet er nul, hvis der ikke er nogen tangentiel kraft. Uden ydre påvirkning - dvs. for et isoleret system - er impulsmomentet altså altid en bevaret størrelse.
{\displaystyle {\vec {\tau }}={\frac {{\text{d}}{\vec {L}}}{{\text{d}}t}}=0}
Dette viser, at definitionen var velvalgt. Ved at have en bevaret størrelse er det muligt at forudsige et fysisk systems fremtidige tilstand.
Størrelsen på kraftmomentet kan tilsvarende udtrykkes:
{\displaystyle \tau =I\alpha }
For at forstå betydningen af begreberne impulsmoment og kraftmoment kan man fx tænke på en skøjteløber.
Når skøjteløberen snurrer rundt i luften eller friktionsløst på isen, påvirkes vedkommende ikke af nogen kraftmomenter, og impulsmomentet må derfor være bevaret. Når skøjteløberen trækker armene ind til sig, vil inertimomentet dog falde, og vinkelhastigheden må derfor tilsvarende stige for at holde impulsmomentet. Således kan skøjteløberer snurre hurtigere rundt uden at skubbe.

### Roterende legemer
Det er nu tid til at se på legemer, der har en udstrækning i rummet.
Et roterende legeme kan ses som bestående af en masse små punktpartikler, der alle har forskellig afstand til rotationsaksen og evt. også forskellig masse, hvis legemets massedensitet ikke er uniform. For {\displaystyle N} partikler, der udgør et roterende legeme, må rotationsenergien {\displaystyle E_{\text{rot}}} være:
{\displaystyle E_{\text{rot}}={\frac {1}{2}}(m_{1}r_{1}^{2}+m_{2}r_{2}^{2}+...m_{N}r_{N}^{2})\omega ^{2}}
eller mere kompakt:
{\displaystyle E_{\text{rot}}={\frac {1}{2}}\left(\sum _{i=1}^{N}m_{i}r_{i}^{2}\right)\omega ^{2}}
Denne sum må altså være inertimomentet for et roterende legeme:
{\displaystyle I=\sum _{i=1}^{N}m_{i}r_{i}^{2}}
Her ses punktpartiklerne som diskrete enheder. For det kontinuere tilfælde må man integrere over masserne:
{\displaystyle I=\int r^{2}\mathrm {d} m}
Hvis et infinitesimalt volumen {\displaystyle \mathrm {d} V} har massedensiteten {\displaystyle \rho }, har man:
{\displaystyle \mathrm {d} m=\rho \mathrm {d} V}
Og dermed:
{\displaystyle I=\int \rho r^{2}\mathrm {d} V}
hvor der altså integreres over hele det roterende legemes volumen.